# Butterfly World Tour
A Butterfly World Tour Mariah Carey amerikai énekesnő 1998-as koncertturnéja. A turnéval, melynek során Ázsiában, Ausztráliában és az Egyesült Államokban adott koncertet, Butterfly című, előző évben megjelent albumát népszerűsítette. Ázsiában öt, Ausztráliában hat, Hawaiion egy koncertre került sor. A turné nagy sikerrel zárult; a négy tokiói koncertre minden alkalommal egy óra alatt elfogyott a jegy (összesen több mint 200 000).
A turnén készült videókazetta Around the World címmel került forgalomba. A New Yorkban, Japánban, Hawaiion és Brisbane-ben felvett koncertelőadások mellett rákerült pár olyan érdekesség is, mint például Carey beszélgetése Brenda K. Starr-ral, akinek I Still Believe című dalát feldolgozta, illetve megjelenik Olivia Newton-John, akinek Hopelessly Devoted to You című dalát együtt adják elő. A kazetta az Egyesült Államokban platina-, Brazíliában aranylemez lett.

## Története
Carey elsőként harmadik stúdióalbuma, a Music Box 1993-as megjelenése után indult turnéra. Ennek során az Egyesült Államokban adott hat koncertet. Az első koncert negatív kritikákat kapott, melyben kiemelték az énekesnő szemmel látható lámpalázát, és hogy nem volt képes kapcsolatot teremteni a közönséggel. Az ezt követő koncertek már kedvező kritikákban részesültek, de a média ráirányuló figyelme miatt Carey következő turnéja, az 1996-os Daydream World Tour keretén belül nem lépett fel az Államokban. Ez a turnéja igen kedvező fogadtatásban részesült Európában és Ázsiában, és rekordot döntött azzal, hogy a Tokyo Dome-ban adott koncertjére a 150 000 jegy három óra alatt elkelt. A Butterfly World Tour alatt megdöntötte ezt a rekordját, és kevesebb mint egy óra alatt 200 000 jegy kelt el. Eredetileg nem tervezte ezt a turnét, mert nem akart hosszabb ideig utazni és vigyázni akart a hangjára, de a rajongók kérésére beleegyezett abba, hogy újra fellép Ázsiában, majd ezt kiterjesztette Ausztráliára és Hawaiira is. A felkészülés nem sokkal 1997 karácsonya után kezdődött és két hétig tartott.

## Műsor
A koncert kezdetén Carey kis emelvényen állt a színpad közepén, és hosszú függönyök vették körül. Az Emotions dal felcsendült, és a függönyök lassan felemelkedtek, így előtűnt az énekesnő, aki bézs miniruhát, áttetsző blúzt és magassarkút viselt. A dal előadása közben az emelvény lassan leereszkedett, hogy Carey előadás közben a színpad más részeire is mehessen. Három háttérénekes, Trey Lorenz, Melodie Daniels és Kelly Price kísérte énekét. Ezt követte a The Roof (Back in Time), hangulatvilágítássá halványított fényekkel. Ezután egy perui gitáros lépett a színpadra, aki gitározott a My All latinos ballada előadása közben. Ezt követte a Close My Eyes című dal, az egyetlen, amit Carey ülve adott elő. Közben mögötte egy emelvényen férfi háttértáncosok lassú táncmozdulatokat adtak elő.
A műsor második részéhez Carey hosszú, fekete, flitteres ruhát viselt, enyhén tupírozott hajjal. A Dreamlover előadásánál három női háttértáncos utánozta mozdulatait. A következő dal a Hero volt, ezalatt az énekesnő egyedül tartózkodott a színpadon, majd csatlakozott hozzá Trey Lorenz, és együtt előadták az I’ll Be There-t. A következő dal a Make It Happen volt. Carey újra átöltözött, miniszoknyába és fehér blúzba, haját lágy hullámokban viselte. A színpadon templomi kórus csatlakozott hozzá, hosszú, fekete ruhában. Következőnek előadta a One Sweet Dayt; ezt a dalt a Boyz II Mennel együtt énekelte, akik nem voltak jelen, de az énekelt részt korábban felvették, amikor 1995-ben a Madison Square Gardenben adták elő a dalt, és most videóbejátszásról ment.
Carey ezután szűk farmernadrágot és ujjatlan felsőt vett fel, és előadta a Fantasy remixét, melyben Ol’ Dirty Bastard rapszövege egy videokivetítőn ment, az énekesnő ezalatt egy székkel adott elő táncmozdulatokat. Ennek volt a legösszetettebb koreográfiája az egész koncerten. A Babydoll – más országokban a Whenever You Call – előadása következett, majd férfi táncosok kíséretében a Honey dal és a videóklip egyes jelenetei eljátszása. Carey ezután az elsőként viselt bézs ruhájához hasonlóba öltözött, és előadta első kislemezdalát, a Vision of Love-ot. A koncert utolsó dala a Butterfly volt, melynek során a háttérben lévő képernyőn virágok és pillangók állóképeit vetítették. Ehhez az énekesnő hosszú barna flitteres ruhát viselt, és háttérénekesei is a színpadon voltak. A Japánban adottkoncerteken ezután előadta ott legnépszerűbb dalát, az All I Want for Christmas Is You-t, Mikulás-ruhában, háttértáncosokkal

## Fogadtatás
A turné összes koncertjére gyakorlatilag azonnal elkeltek a jegyek; a Japán legnagyobb stadionjában, a Tokyo Dome-ban adott négy koncerten megdőlt Carey korábbi rekordja, és a 200 000 jegy alig egy óra alatt elkelt. Az ausztrál szakasz minden koncertjére is órákon belül elkeltek a jegyek, és Carey a tervezettnél emiatt eggyel több koncertet adott, Hawaii-on. Az 50 000 férőhelyes Aloha Stadium is telt házas koncert helyszíne lett, így Carey egyike lett azon kevés előadóknak, akik meg tudták tölteni ezt a stadiont. A kritikusok és a rajongók is dicsérték Carey énekét és a műsor látványvilágát.

## Felvételek
A turné során számos videófelvétel készült, ezekből állt össze a videókazettán és DVD-n megjelent Around the World című kiadvány. A koncertfelvételek nagyrészt a Tokyo Dome-ban és az Aloha Stadiumban készültek. A film a Hawaiion adott koncert felvételeivel kezdődik, a dalok rövidített változatban kerültek fel rá, hogy ráférjen a kazettára az anyag. Ezután elhangzik a My All, melynek a kazettán szereplő felvétele Japánban és Tajvanban készült felvételekből lett összevágva. Ezután következik Carey beszélgetése Brenda K. Starr-ral, majd Carey egy kis New York-i koncerten előadja Starr dalát, az I Still Believe-t (a dal később felkerült #1’s című albumára). Ezután következik a Japánban felvett I’ll Be There koncertfelvétel, majd Carey delfinekkel úszik Ausztráliában. Ezt követi a Hopelessly Devoted to You a Grease musicalből, melyet Carey csak koncerten adott elő, albumain nem szerepel. Melbourne-ben Olivia Newton-Johnnal, a dal filmbeli előadójával adta elő a dalt. A következő jelenetben Careyt rajongók hada várja egy New York-i stúdió előtt, majd következnek a Whenever You Call, Honey és Hero című dalok az Aloha Stadiumból. A videókazetta nagy sikert aratott, az Egyesült Államokban platinalemez lett, ami 100 000, a boltokba került példány után jár. Brazíliában aranylemez lett.

## Dallista
Tajvan / Egyesült Államok
1. Bevezető (részletekkel a Looking In és a Butterfly dalokból)
2. Emotions
3. The Roof (Back in Time)
4. My All
5. Close My Eyes
6. Daydream Interlude (Fantasy Sweet Dub Mix) (Táncosok közjátéka)
7. Dreamlover
8. Hero (Honoluluban ez volt az utolsó dal)
9. I’ll Be There (duett Trey Lorenzzel)
10. Make You Happy (Trey Lorenz előadásában)
11. Make It Happen
12. One Sweet Day (a Boyz II Mennel, akik előre felvett videófelvételen szerepelnek)
13. Ain’t Nobody (zenekari közjáték)
14. Fantasy (Bad Boy Remix, O.D.B. előre felvett rapbetétjével)
15. Whenever You Call
16. Honey (Bad Boy Remix, Ma$e előre felvett rapbetétjével)
17. Vision of Love
18. Butterfly
19. Without You (csak Taipeiben)
20. Butterfly Outro

Japán
1. Bevezető (részletekkel a Looking In és a Butterfly dalokból)
2. Emotions
3. The Roof (Back in Time)
4. My All
5. Close My Eyes
6. Daydream Interlude (Fantasy Sweet Dub Mix) (Táncosok közjátéka)
7. Dreamlover
8. Hero
9. I’ll Be There (duett Trey Lorenzzel)
10. Make You Happy (Trey Lorenz előadásában)
11. Make It Happen
12. One Sweet Day (a Boyz II Mennel, akik előre felvett videófelvételen szerepelnek)
13. Fantasy (Bad Boy Remix, O.D.B. előre felvett rapbetétjével)
14. Babydoll
15. Honey (Bad Boy Remix, Ma$e előre felvett rapbetétjével)
16. Vision of Love
17. Ain’t Nobody (Zenekari közjáték)
18. Butterfly
19. Butterfly Outro
20. All I Want for Christmas Is You

Ausztrália
1. Bevezető (részletekkel a Looking In és a Butterfly dalokból)
2. Emotions
3. The Roof (song)|The Roof (Back in Time)
4. My All
5. Close My Eyes
6. Daydream Interlude (Fantasy Sweet Dub Mix) (Táncosok közjátéka)
7. Dreamlover
8. I’ll Be There (duett Trey Lorenzzel)
9. The Country Song (Brisbane and Perth only)
10. Make You Happy (Trey Lorenz előadásában)
11. Make It Happen
12. One Sweet Day (a Boyz II Mennel, akik előre felvett videófelvételen szerepelnek)
13. Ain’t Nobody (Zenekari közjáték)
14. Fantasy (Bad Boy Remix, O.D.B. előre felvett rapbetétjével)
15. Hopelessly Devoted to You (duett Olivia Newton-Johnnal; csak Melbourne-ben)
16. Whenever You Call (csak Brisbane-ben és Perthben)
17. Breakdown
18. Honey (Bad Boy Remix, Ma$e előre felvett rapbetétjével)
19. Vision of Love
20. Butterfly
21. Without You
22. Hero
23. Butterfly Outro

## Koncertdátumok
| Dátum             | Város     | Ország           | Helyszín                       |
| Ázsia             | Ázsia     | Ázsia            | Ázsia                          |
| ----------------- | --------- | ---------------- | ------------------------------ |
| 1998. január 11.  | Tokió     | Japán            | Tokyo Dome                     |
| 1998. január 14.  | Tokió     | Japán            | Tokyo Dome                     |
| 1998. január 17.  | Tokió     | Japán            | Tokyo Dome                     |
| 1998. január 20.  | Tokió     | Japán            | Tokyo Dome                     |
| 1998. január 24.  | Tajpej    | Tajvan           | Taipei Municipal Stadium       |
| Ausztrália        |           |                  |                                |
| 1998. január 31.  | Brisbane  | Ausztrália       | Brisbane Entertainment Centre  |
| 1998. február 2.  | Sydney    | Ausztrália       | Sydney Entertainment Centre    |
| 1998. február 6.  | Sydney    | Ausztrália       | Sydney Entertainment Centre    |
| 1998. február 10. | Perth     | Ausztrália       | Burswood Entertainment Complex |
| 1998. február 13. | Melbourne | Ausztrália       | Rod Laver Arena                |
| 1998. február 16. | Melbourne | Ausztrália       | Rod Laver Arena                |
| Észak-Amerika     |           |                  |                                |
| 1998. február 21. | Honolulu  | Egyesült Államok | Aloha Stadium                  |

## Közreműködők
- Mariah Carey – ének
- Walter Afanasieff – rendezés, billentyűsök
- Dan Shea – billentyűsök
- Vernon Black – gitár
- Randy Jackson – basszusgitár
- Gigi Conway – dobok
- Peter Michael – ütősök
- Gary Cirimelli – sequencing
- Trey Lorenz – ének, háttérvokálok
- Kelly Price – háttérvokálok
- Cheree Price – háttérvokálok
- Melonie Daniels – háttérvokálok
- Cindy Mizelle – háttérvokálok

Forrás: